# Ляскі (Славенський повіт)
Ляскі (пол. Laski) — село в Польщі, у гміні Малехово Славенського повіту Західнопоморського воєводства.
У 1975-1998 роках село належало до Кошалінського воєводства.